# شون علي ستون
شون علي ستون (بالإنجليزية: Sean Stone)‏ (مواليد 1984) هو ممثل ومخرج منتج أفلام ومصور سينمائي كاتب سيناريو أمريكي.
نشرت صحف بريطانية، صورًا وتصريحات يعلن فيها شون اعتناقه المذهب الشيعي الجعفري وذلك في مراسم جرت في الجمهورية الإسلامية الإيرانية، ونقلت أنه اتخذ لنفسه اسمًا جديدًا؛ هو «علي شون».

## أعماله
- سلفادور (1986)
- فصيلة (1986)
- وول ستريت (1987)
- ولد في الرابع من يوليو (1989)
- أبواب (1991)
- ج ف ك (1991)
- السماء والأرض (1993)
- قتلة بالفطرة (1994)
- منعطف (1997)
- أي يوم أحد (1999)
- مركز التجارة العالمي (2006)
- دبل يو (2008)

## وصلات خارجية
- شون علي ستون على موقع IMDb (الإنجليزية)
- شون علي ستون على موقع روتن توميتوز (الإنجليزية)
- شون علي ستون على موقع ألو سيني (الفرنسية)
- شون علي ستون على موقع أول موفي (الإنجليزية)
- شون علي ستون على موقع قاعدة بيانات الأفلام السويدية (السويدية)
- شون علي ستون على موقع قاعدة بيانات الفيلم (الإنجليزية)
- شون علي ستون على موقع كينوبويسك (الروسية)

1. ↑  PressTV نسخة محفوظة 28 أغسطس 2017 على موقع واي باك مشين.
2. ↑  PressTV نسخة محفوظة 23 مايو 2012 على موقع واي باك مشين.
3. ↑  http://irna.ir/News/Politic/Chain-of-new-generation-centrifuges-becomes-operational/News/Politic/Islam,-religion-of-justice,-equality,-Sean-Stone/30819788%5Bوصلة+مكسورة%5D
4. ↑  JameJamOnline.ir نسخة محفوظة 6 أغسطس 2020 على موقع واي باك مشين.
5. ↑  Sean Stone - IMDb نسخة محفوظة 18 فبراير 2017 على موقع واي باك مشين.